# Mai-Stielporling
Der Mai-Stielporling oder kurz Mai-Porling (Lentinus substrictus, syn. Polyporus ciliatus, P. lepideus) ist eine Pilzart aus der Familie der Stielporlingsverwandten. Er wird auch Sommer-Stielporling genannt, weil er bis Mitte Juli fruktifiziert. Ein weiterer Name, Bewimperter Stielporling, bezieht sich auf die Beschaffenheit des Hutrands.

## Merkmale

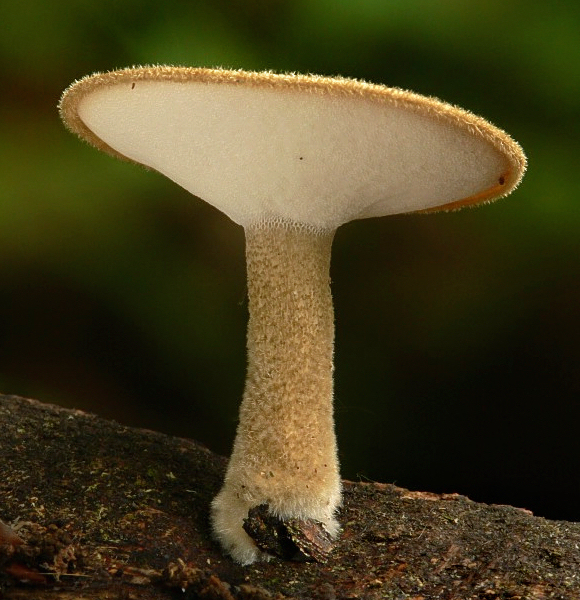
Die Beschaffenheit des Hutrands hat dem Pilz auch den Namen „Bewimperter Stielporling“ eingebracht.

Der Mai-Stielporling bildet in Hut und Stiel gegliederte Fruchtkörper. Der 3–6(–10) cm breite Hut ist kreisrund, jung konvex und im Alter etwas eingedellt bis schwach trichterförmig. Der Rand ist lange eingerollt und filzig, manchmal auch etwas fransig beschaffen. Die Huthaut ist feinfilzig bis netzartig schuppig strukturiert. Sie hat eine oliv- bis graubraune Farbe und blasst teils hellocker bis gelblich aus. Manchmal zeigt der Hut auch eine schwache konzentrische Zonierung. Die weiß- bis cremefarbene Unterseite ist mit 1–3 mm tiefen, sehr feinen Poren durchsetzt, die am Stiel herablaufen. Pro Millimeter finden 5–6 Poren Platz. pro mm, so dass sie mit bloßem Auge bisweilen nicht zu erkennen sind. Der kräftige Stiel ist bis zu 12 mm dick, 2–5 cm lang und anfangs mit einem dichten, weißen Filz bedeckt. Letzterer reißt beim Wachstum von oben her netzartig auf und lässt dunklere Stellen erscheinen, wodurch eine genatterte Zeichnung entsteht. 

## Artabgrenzung
Der Winter-Stielporling (Lentinus brumalis) hat keinen genatterten Stiel und größere Poren.

## Ökologie und Phänologie

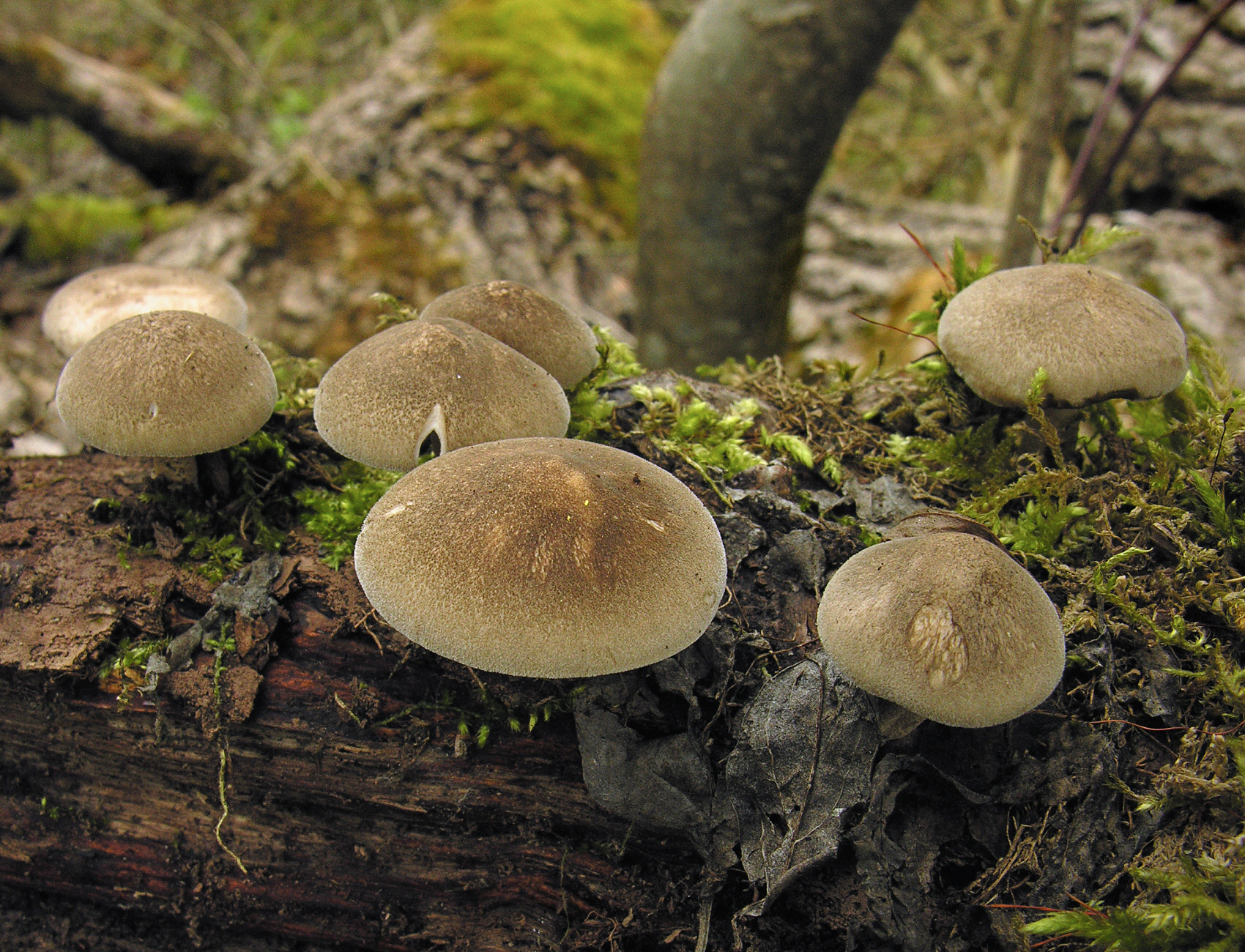
Hier fruktifiziert der Mai-Stielporling auf einem Stück Totholz. Der Fundort befand sich am Lech in einer Weichholzaue.

Lentinus substrigosus fruktifiziert vorwiegend von April bis Juli, die meisten Fundmeldungen stammen aus dem Mai.

Der Mai-Stielporling ist ein weißfäuleerregender, saprobiontischer Holzbewohner. Er besiedelt ein breites Spektrum an Laubhölzern, wird aber in Mitteleuropa besonders an Rotbuche gefunden. Er wächst vor allem an liegenden, be- oder entrindeten Ästen, seltener an Stämmen oder Stümpfen. Der Pilz bevorzugt boden- und luftfeuchte Lagen und kommt daher besonders in Erlen- und Feldulmen-Auen, sowie Schatthangwäldern (z. B. Eschen-Bergahorn-Wäldern) vor. Wegen der Vorliebe für feuchte Standorte ist er oft in Gewässernähe zu finden, in Weichholzauen, Weidengebüschen, an Bachufern und Moorrändern. Seltener tritt er auch in Hainbuchen-Eichen- und Buchenwäldern auf.
Die Fruchtkörper erscheinen etwa von Mitte April bis Mitte Juli – ein Vergleichshistogramm zum Winter-Stielporling findet sich bei Jahn.

## Verbreitung
Der Mai-Stielporling kommt in der gemäßigten Holarktis vor und ist in Europa weit verbreitet. Laut Krieglsteiner liegen lediglich aus Island, Irland und Rumänien keine Fundmeldungen vor, in Norwegen wird die Art bis zum 71. Breitengrad gefunden. In Mitteleuropa ist der Mai-Stielporling gemein.

## Bedeutung
Der Mai-Stielporling ist kein Speisepilz, als Holzzerstörer ist er nicht von forstwirtschaftlicher Bedeutung.